# Barrio R5
R5 es uno de los sectores que conforman la ciudad de Cabimas en el estado Zulia (Venezuela). Pertenece a la parroquia La Rosa Vieja.

## Etimología
El sector y la calle R5, reciben su nombre de un pozo petrolero el pozo R5 del campo la Rosa (Rosa 5).

## Ubicación
Se encuentra entre los sectores Valmore Rodríguez al norte (calle Nacional), Corito y Jorge Hernández al este (Av Intercomunal), manglares al sur y oeste (al oeste el Lago de Maracaibo, luego de los manglares).

## Zona Residencial
R-5 es parte del límite sur de la ciudad de Cabimas, puede considerarse que termina en la calle Nacional. La Avenida 22 es su vía principal. 
El sector cuenta Estación de Bombeo, Escuela Básica Nacional R-5, Kinder Cristóbal Colón, Capilla Divina Pastora, Cancha Deportiva, Locales de comidas, abastos, importadoras, talleres de autos,  Centro Comercial Costa Mall.
El gentilicio es muy amable por lo que hace muy atractivo para vivir en el sector. 
La vida nocturna del sector suelen ser muy tranquilas. Aglomerándose en pequeños comercio de comida.

## Vialidad y Transporte
Hasta la calle Nacional, las calles están asfaltadas y trazadas, más al sur hay callejones de tierra que terminan en los manglares.
Para llegar hasta ahí se toman líneas extraurbanas como Cabimas - Lagunillas y Punta Gorda que pasan por la Av Intercomunal.

## Sitios de Referencia
- Autoescape Boconó.Este taller Con más de 30 años de Servicio. Calle Nacional con Av Intercomunal, luego del semáforo R5.y Plaza Las Madres
- Weatherford. Empresa contratista petrolera, dedicada a la perforación, completación y operaciones de pesca en pozos. Av Intercomunal frente a Makro Cabimas.